# Discovery Latin America
A Discovery Latin America é uma divisão da Warner Bros. Discovery que oferece um portfólio de canais, liderados pelo Discovery Channel e outras redes, que são distribuídos em todos os mercados de TV paga na América Latina. A divisão oferece mais de 8 canais em duas línguas (espanhol e português para o Brasil) com feeds de canal personalizados de acordo com as necessidades de publicidade e oportunidades de vendas.

## Canais
- Animal Planet
- Discovery Channel
- Discovery Home & Health
- Discovery Kids
- Discovery Science
- Discovery Theater
- Discovery Turbo
- Discovery World
- ETC
- Food Network
- HGTV
- Investigation Discovery (Investigação Discovery, no Brasil)
- Mega (27,5% com a Mega Media)
- Mega Plus (27,5% com a Mega Media)
- TLC